# Campionati europei di atletica leggera indoor 2023 - 60 metri piani maschili
La gara dei 60 metri piani maschili ai campionati europei di atletica leggera indoor di Istanbul 2023 si è svolta il 4 marzo 2023 presso l'Ataköy Athletics Arena.

## Podio
| Pos.    | Atleta             | Nazionalità | Tempo | Note                                     |
| ------- | ------------------ | ----------- | ----- | ---------------------------------------- |
| Oro     | Samuele Ceccarelli | Italia      | 6"48  | [ 1 ]                                    |
| Argento | Marcell Jacobs     | Italia      | 6"50  | Miglior prestazione personale stagionale |
| Bronzo  | Henrik Larsson     | Svezia      | 6"53  | Record nazionale                         |

## Qualificazione
Con un target number di 40 atleti è la gara degli europei con più partecipanti. Il minimo da ottenere era di 6"63 (o di 10"08 sui 100 metri all'aperto). Si completa la lista con 4 atleti universalità e i World Athletics Rankings.

## Record e migliori prestazioni
Prima di questa competizione, il record mondiale (RM), il record europeo (EU) e il record dei campionati (RC) erano i seguenti:
| Record                | Prestazione | Atleta                        | Data                                      | Competizione             |
| --------------------- | ----------- | ----------------------------- | ----------------------------------------- | ------------------------ |
| Record mondiale       | 6"34        | Christian Coleman Stati Uniti | 18 febbraio 2018 Albuquerque, Stati Uniti | Statunitensi indoor 2018 |
| Record europeo        | 6"41        | Marcell Jacobs Italia         | 19 marzo 2022 Belgrado, Serbia            | Mondiali indoor 2022     |
| Record dei campionati | 6"42        | Dwain Chambers Gran Bretagna  | 7 marzo 2009 Torino, Italia               | Europei indoor 2009      |

Il campione europeo uscente era Marcell Jacobs (), che vinse a Toruń 2021 con il tempo di 6"47.
Gli atleti europei con le migliori tre prestazioni dell'anno erano:
- Reece Prescod () 6"49 il 10 febbraio 2023 a Berlino,
- Joshua Hartmann () 6"53 il 10 febbraio 2023 a Berlino,[4]
- Samuele Ceccarelli () 6"54 il 19 febbraio 2023 ad Ancona.

## Programma
| Data         | Ora   | Turno      |
| ------------ | ----- | ---------- |
| 4 marzo 2023 | 09:20 | Batterie   |
| 4 marzo 2023 | 18:45 | Semifinali |
| 4 marzo 2023 | 20:55 | Finale     |

## Risultati

### Batterie
Si qualificano alle semifinali i primi quattro classificati di ogni batteria (Q) e gli ulteriori quattro atleti più veloci (q).
| Pos. | Batt. | Atleta                    | Nazione       | Tempo | Note                                     |
| ---- | ----- | ------------------------- | ------------- | ----- | ---------------------------------------- |
| 1    | 5     | Marcell Jacobs            | Italia        | 6"57  | Q                                        |
| 2    | 3     | Raphael Bouju             | Paesi Bassi   | 6"59  | Q                                        |
| 3    | 1     | Reece Prescod             | Gran Bretagna | 6"60  | Q                                        |
| 4    | 5     | Pascal Mancini            | Svizzera      | 6"61  | Q                                        |
| 5    | 3     | Samuele Ceccarelli        | Italia        | 6"62  | (.611) Q                                 |
| 6    | 2     | Ján Volko                 | Slovacchia    | 6"62  | (.618) Q                                 |
| 6    | 4     | Henrik Larsson            | Svezia        | 6"62  | (.618) Q                                 |
| 8    | 4     | Karl Erik Nazarov         | Estonia       | 6"63  | Q                                        |
| 9    | 2     | Dominik Kopeć             | Polonia       | 6"64  | Q                                        |
| 10   | 4     | Jeremiah Azu              | Gran Bretagna | 6"66  | (.651) Q                                 |
| 11   | 2     | Markus Fuchs              | Austria       | 6"66  | (.654) Q                                 |
| 12   | 4     | Robin Ganter              | Germania      | 6"67  | (.666) Q                                 |
| 13   | 3     | Kayhan Özer               | Turchia       | 6"67  | (.669) Q                                 |
| 14   | 1     | Méba-Mickaël Zézé         | Francia       | 6"68  | (.678) Q                                 |
| 15   | 2     | Israel Olatunde           | Irlanda       | 6"68  | (.680) Q                                 |
| 16   | 2     | Simon Hansen              | Danimarca     | 6"69  | (.684) q                                 |
| 17   | 1     | Jakub Lempach             | Polonia       | 6"69  | (.690) Q                                 |
| 17   | 3     | Eugene Amo-Dadzie         | Gran Bretagna | 6"69  | (.690) Q                                 |
| 19   | 4     | Emre Zafer Barnes         | Turchia       | 6"70  | q                                        |
| 20   | 5     | Yannick Wolf              | Germania      | 6"71  | (.705) Q                                 |
| 21   | 1     | Carlos Nascimento         | Portogallo    | 6"71  | (.710) Q                                 |
| 22   | 4     | Stanislav Kovalenko       | Ucraina       | 6"72  | (.715) q                                 |
| 23   | 2     | Ioannis Nifadopoulos      | Grecia        | 6"72  | (.717) q                                 |
| 24   | 1     | Joris van Gool            | Paesi Bassi   | 6"72  | (.718)                                   |
| 25   | 5     | Dominik Illovszky         | Ungheria      | 6"73  | (.723) Q                                 |
| 26   | 3     | Kolbeinn Höður Gunnarsson | Islanda       | 6"73  | (.729)                                   |
| 27   | 5     | Jeff Erius                | Francia       | 6"73  | (.730)                                   |
| 28   | 4     | Roberto Rigali            | Italia        | 6"74  |                                          |
| 29   | 5     | Samuli Samuelsson         | Finlandia     | 6"75  |                                          |
| 30   | 5     | Ertan Özkan               | Turchia       | 6"76  |                                          |
| 31   | 2     | Daniel Rodríguez          | Spagna        | 6"77  |                                          |
| 32   | 1     | Zdeněk Stromšík           | Rep. Ceca     | 6"79  |                                          |
| 33   | 1     | Francesco Sansovini       | San Marino    | 6"87  |                                          |
| 34   | 2     | Beppe Grillo              | Malta         | 6"95  | Miglior prestazione personale stagionale |
| 35   | 4     | Craig Gill                | Gibilterra    | 7"16  |                                          |
| -    | -     | Enrico Güntert            | Svizzera      | dq    | TR16.8                                   |
| -    | 3     | Even Meinseth             | Norvegia      | dns   |                                          |

### Semifinali
Si qualificano alla finale i primi due atleti di ogni semifinale (Q) e gli ulteriori due atleti più veloci (q).
| Pos. | Semi | Atleta               | Nazione       | Tempo | Note                          |
| ---- | ---- | -------------------- | ------------- | ----- | ----------------------------- |
| 1    | 1    | Samuele Ceccarelli   | Italia        | 6"47  | Q                             |
| 2    | 3    | Marcell Jacobs       | Italia        | 6"52  | (.513) Q                      |
| 3    | 1    | Reece Prescod        | Gran Bretagna | 6"52  | (.520) Q                      |
| 4    | 2    | Henrik Larsson       | Svezia        | 6"56  | Q =                           |
| 5    | 1    | Ján Volko            | Slovacchia    | 6"58  | Q                             |
| 6    | 1    | Dominik Kopeć        | Polonia       | 6"59  | (.585) q                      |
| 7    | 2    | Jeremiah Azu         | Gran Bretagna | 6"59  | (.588) Q                      |
| 8    | 3    | Markus Fuchs         | Austria       | 6"60  | Q                             |
| 9    | 2    | Raphael Bouju        | Paesi Bassi   | 6"61  |                               |
| 10   | 2    | Jakub Lempach        | Polonia       | 6"62  | Miglior prestazione personale |
| 11   | 2    | Karl Erik Nazarov    | Estonia       | 6"63  |                               |
| 12   | 3    | Pascal Mancini       | Svizzera      | 6"64  | (.631)                        |
| 13   | 3    | Méba-Mickaël Zézé    | Francia       | 6"64  | (.635)                        |
| 14   | 3    | Eugene Amo-Dadzie    | Gran Bretagna | 6"64  | (.640)                        |
| 15   | 1    | Simon Hansen         | Danimarca     | 6"65  | =                             |
| 16   | 3    | Kayhan Özer          | Turchia       | 6"67  |                               |
| 17   | 1    | Robin Ganter         | Germania      | 6"68  |                               |
| 18   | 1    | Israel Olatunde      | Irlanda       | 6"69  |                               |
| 19   | 2    | Yannick Wolf         | Germania      | 6"70  |                               |
| 20   | 3    | Carlos Nascimento    | Portogallo    | 6"71  | (.707)                        |
| 21   | 3    | Ioannis Nifadopoulos | Grecia        | 6"71  | (.709)                        |
| 22   | 2    | Stanislav Kovalenko  | Ucraina       | 6"72  |                               |
| 23   | 2    | Dominik Illovszky    | Ungheria      | 6"77  |                               |
| 24   | 1    | Emre Zafer Barnes    | Turchia       | 7"02  |                               |

### Finale[9]
| Pos.    | Corsia | Atleta             | Nazione       | Tempo | Note                                     |
| ------- | ------ | ------------------ | ------------- | ----- | ---------------------------------------- |
| Oro     | 3      | Samuele Ceccarelli | Italia        | 6"48  |                                          |
| Argento | 6      | Marcell Jacobs     | Italia        | 6"50  | Miglior prestazione personale stagionale |
| Bronzo  | 5      | Henrik Larrson     | Svezia        | 6"53  | (.529)                                   |
| 4       | 1      | Dominik Kopeć      | Polonia       | 6"53  | (.530)                                   |
| 5       | 2      | Ján Volko          | Slovacchia    | 6"57  | Miglior prestazione personale stagionale |
| 6       | 7      | Jeremiah Azu       | Gran Bretagna | 6"58  |                                          |
| 7       | 8      | Markus Fuchs       | Austria       | 6"59  | Miglior prestazione personale            |
| 8       | 4      | Reece Prescod      | Gran Bretagna | 6"64  |                                          |